# Conservazione (psicologia)
La conservazione si riferisce a una presunta capacità di pensiero logico che consente a una persona di comprendere che una certa quantità rimarrà la stessa nonostante l'adeguamento del contenitore, della forma o delle dimensioni apparenti. Secondo tale teoria, promossa dallo psicologo svizzero Jean Piaget, tale capacità non è presente nei bambini durante la fase preoperatoria del loro sviluppo all'età di 2–7 anni, ma si sviluppi nella fase operativa concreta a partire dall'età di 7–11 anni.

## Test di valutazione
Le attività di conservazione mettono alla prova la capacità di un bambino di vedere che alcune proprietà sono conservate o invarianti dopo che un oggetto ha subito una trasformazione fisica. Le seguenti attività spiegano anche i diversi tipi di conservazione. Piaget propose che l'incapacità dei bambini di conservare è dovuta alla debolezza nel modo in cui essi pensano durante la fase preoperatoria (all'età di 2-6 anni). Questa fase dello sviluppo cognitivo è caratterizzata dal fatto che i bambini si concentrano su una singola dimensione saliente dell'altezza o della lunghezza, ignorando altri attributi importanti di un oggetto. I bambini durante questa fase tendono anche a concentrarsi sulle caratteristiche statiche degli oggetti, invece di concentrarsi su quando gli oggetti subiscono dei cambiamenti, che è un elemento critico dei test seguenti.

### Liquidi

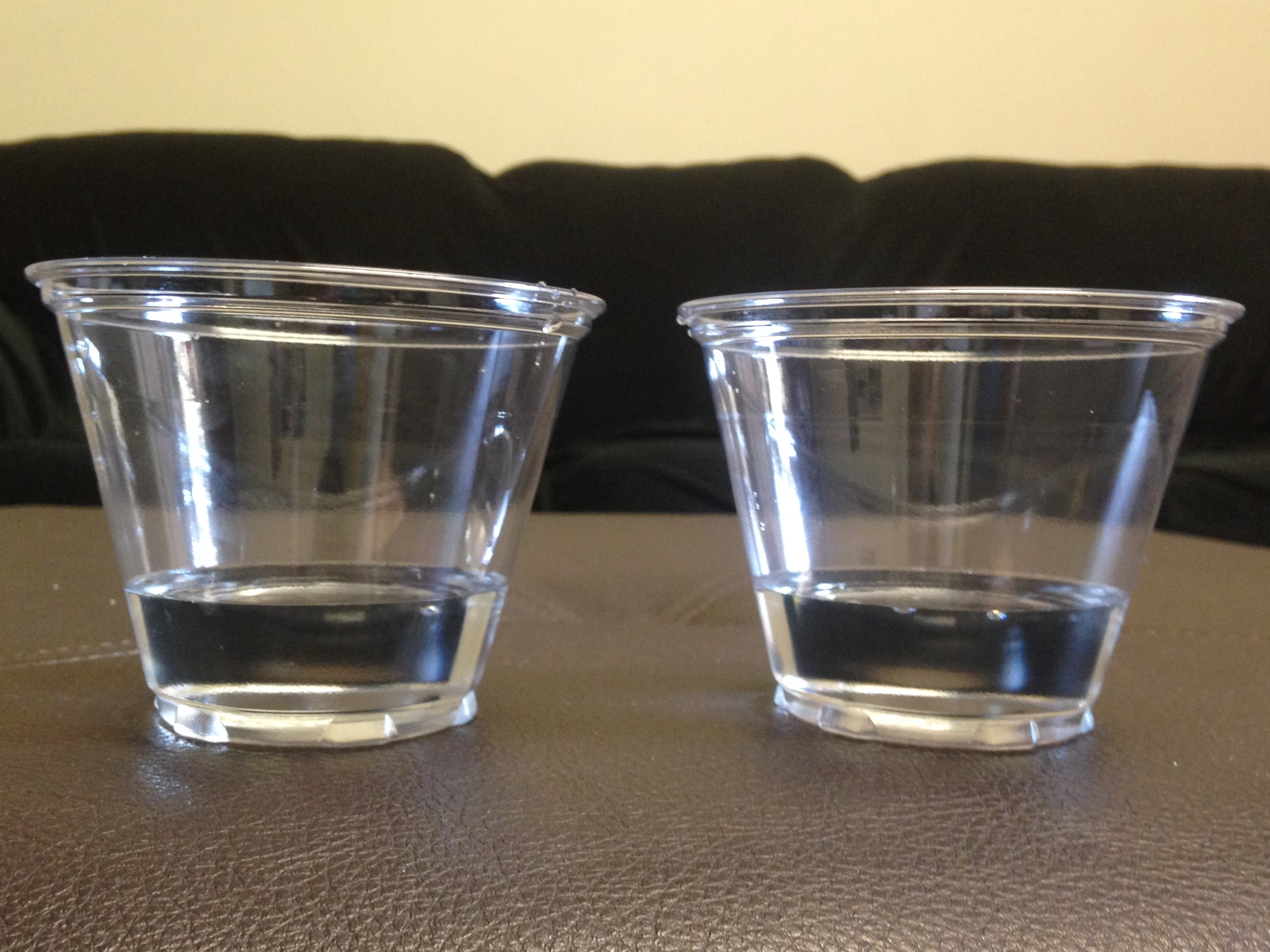
Due bicchieri con identica quantità di liquido

Vengono presentati al bambino due bicchieri che presentano esattamente la stessa forma e contengono la stessa quantità di liquido. Viene chiesto al bambino se sono uguali o se uno contiene più o meno liquido. Se il bambino risponde che sono uguali, il liquido di uno dei bicchieri corti viene poi versato in un bicchiere più alto e più sottile. Un bambino che non presenta capacità di conservazione presumerà che il bicchiere più alto abbia più liquido del bicchiere più corto.
L'altro famoso test proposto da Piaget per testare la conservazione del liquido consiste nel mostrare a un bambino due bicchieri, A1 e A2, che sono identici e che, come può concordare il bambino, contengono la stessa quantità di liquido colorato. Il liquido di A1 viene quindi versato in un bicchiere più alto e più sottile (B1) e il liquido in A2 viene versato in un bicchiere (B2) identico a B1. Al bambino viene quindi chiesto se c'è ancora la stessa quantità di liquido in ciascuno dei nuovi bicchieri (B1 e B2) rispetto a quella nei bicchieri A1 e A2. Un bambino non in grado di conservare risponderebbe "no, ce n'è di più nei bicchieri alti e sottili", mentre un bambino capace di conservare risponderebbe "sì, c'è sempre la stessa quantità". Piaget replicò questo test sostituendo il liquido con perline solide inserite nei bicchieri, rilevando di nuovo che alcuni bambini erano in grado di conservare mentre altri no.

### Numeri
Per la conservazione deli numeri, l'attività progettata per testare i bambini prevede una serie di diversi bastoncini o gettoni rotondi. Questi gettoni (di solito 6 per un bambino di 6 anni) sono posizionati in due linee orizzontali parallele della stessa lunghezza. Il ricercatore quindi riorganizza i gettoni di una delle linee, rendendo quella linea più lunga dell'altra. Il ricercatore quindi chiede: "C'è lo stesso numero di gettoni in entrambe le linee o una ne presenta di più?" Un bambino non in grado di conservare risponderà che ci sono più gettoni nella riga più lunga, mentre un bambino che può conservare riconoscerà che ci sono lo stesso numero di gettoni in ogni riga. Mentre il bambino osserva, l'esaminatore ridispone quindi le linee di gettoni in modo che le due linee siano di lunghezza uguale, e il bambino sia d'accordo sul fatto che siano della stessa lunghezza. A questo punto, l'esaminatore sposta i gettoni di una riga avvicinandoli tra loro, in modo che la riga sia più corta, e di nuovo chiede se le due righe hanno un numero uguale di gettoni in ciascuna riga, o se c'è un numero diverso in ogni riga. Il bambino in grado di conservare riconoscerà ancora una volta che le due righe hanno lo stesso numero di gettoni in ogni riga.

### Quantità solida
Per l'analisi della conservazione della quantità solida, il test previsto per valutare i bambini prevede l'impiego di due blocchi di argilla. Il ricercatore prima arrotola i due grumi dando ad entrambi la stessa forma: successivamente una delle palline viene modellata dandole una forma lunga. Il ricercatore chiede al bambino se le due forme di argilla hanno la stessa quantità di argilla o una quantità diversa. Un bambino che non può conservare risponderà che le forme hanno diverse quantità di argilla, e che la forma lunga ne ha di più. Il bambino che può conservare capirà che entrambe le forme hanno ancora la stessa quantità di argilla. La conservazione della quantità solida è più difficile da imparare per i bambini rispetto alla conservazione del liquido e si verifica più tardi.

### Peso/massa
Per la conservazione della massa, il test prevede l'impiego di due blocchi di argilla e di una bilancia. Lo sperimentatore posiziona due palline di argilla uguali su entrambi i lati di una bilancia e mostra che i pesi sono gli stessi. Lo sperimentatore quindi modella una palla di argilla in una forma oblunga e chiede al bambino se i due pezzi di argilla peseranno ancora la stessa quantità. Un bambino che non può conservare risponderà che ora la seconda pallina avrà un peso diverso, mentre un bambino che può conservare riconoscerà che la forma non influisce sul peso/massa e risponderà che avrà lo stesso peso.

## Età
L'età in cui i bambini sono in grado di completare le attività di conservazione tende a variare; le differenze individuali possono indurre alcuni bambini a sviluppare le capacità più tardi o prima di altri. Anche l'età può variare tra i diversi paesi (vedi la sezione conservazione tra le culture ). Tuttavia, la maggior parte dei bambini non è in grado di eseguire correttamente test di conservazione del numero dai 4 ai 5 anni, in quanto la maggior parte dei bambini sviluppa l'abilità dai 6 agli 8 anni. La capacità di conservazione della massa e della lunghezza compare intorno ai 7 anni, la conservazione del peso intorno ai 9 anni e la conservazione del volume intorno agli 11 anni.
Nei suoi studi, Piaget osservò le fasi che attraversano i bambini quando acquisiscono la capacità di conservare.
Nella prima fase, i bambini non hanno ancora la capacità di conservare. Durante il test di conservazione del liquido, i bambini risponderanno che un liquido in un bicchiere alto ha sempre più liquido di quello di un bicchiere corto, non essendo in grado di distinguere l'altezza dalla quantità.
Nella seconda fase, i bambini espandono i loro giudizi sulla conservazione del liquido per includere anche l'ampiezza come parametro; ad esempio, potrebbero rispondere che un bicchiere più corto e più robusto ha più liquido di un bicchiere alto e sottile.
Nella terza fase i bambini hanno acquisito la capacità di conservare e riconoscere che l'altezza e la larghezza non influiscono sulla quantità. I bambini "conservatori" credono più fermamente nelle loro risposte nei test di conservazione in coppia con bambini non conservatori, sono in grado di offrire molteplici spiegazioni ed è più probabile che manipolino i materiali del test per dimostrare il loro punto di vista rispetto ai non conservatori.
In molti casi, le attività di formazione hanno successo nell'insegnare ai bambini non conservatori a completare correttamente le attività di conservazione. I bambini di appena quattro anni possono essere allenati alla conservazione utilizzando il condizionamento operante; ciò comporta la ripetizione delle attività di conservazione e il rafforzamento delle risposte corrette correggendo le risposte errate. Gli effetti della formazione su un'attività di conservazione (come la conservazione dei liquidi) spesso si manifestano anche su altre attività di conservazione.

## Le capacità conservative in ambito scolastico
Si è rilevato come i bambini conservatori dimostrino una maggiore fluidità nei problemi di addizione e sottrazione cronometrati rispetto ai bambini non conservatori. Ciò mette in evidenza l'importanza del pensiero logico-reversibile, elemento necessario da conservare, quale componente critico della capacità del bambino di eseguire in modo fluido problemi matematici inversi (ad esempio 5+2=7 e 7-5=2). Per quanto riguarda i bambini non conservatori, le ricerche indicano che gli insegnanti dovrebbero seguire i bambini e porre loro spesso domande sugli oggetti che li circondano per incoraggiare lo sviluppo di un pensiero più logico.

## La conservazione nelle varie culture
La maggior parte degli studi indica che la conservazione avviene in una sequenza simile e a età simili tra le culture, ma che ci sono differenze nella velocità con cui la conservazione (e altre abilità cognitive) vengono acquisite. Ad esempio, uno studio che ha esaminato le adolescenti statunitensi e zambiane non ha riscontrato differenze nella loro capacità di rispondere a domande che indicano la capacità di conservazione dei test peso/massa. Un altro studio ha esaminato i bambini di alcuni paesi (Australia, Paesi Bassi, Inghilterra, Nuova Zelanda, Polonia e Uganda) e ha analizzato l'età in cui appare la conservazione: la velocità con cui i bambini avevano acquisito la conservazione variava leggermente nei diversi paesi, ma che le tendenze dell'età in cui essa si sviluppa sono simili indipendentemente dall'educazione culturale. Una review di studi interculturali che avevano esaminato i test piagetiani ha supportato questa evidenza e ha rilevato che mentre le fasi generali dello sviluppo cognitivo delineate da Piaget si equiparano tra le varie culture, il tasso di sviluppo non è sempre coerente e talvolta la fase finale non è raggiunta dai bambini di tutte le culture, per mancanza di esperienze che aiutino a sviluppare questo tipo di pensiero.
Occorre prestare molta attenzione nei test di conservazione interculturali per evitare di ottenere risultati distorti. Ad esempio, uno studio che ha testato gli adolescenti appartenenti al popolo Wolof del Senegal ha scoperto che essi non erano in grado di conservare in un compito di conservazione del liquido. Tuttavia, un altro studio suggerì che la loro interpretazione dello scopo dello sperimentatore potrebbe aver impedito il fornire risposte dirette alle domande standard piagetiane perché, a eccezione delle interrogazioni a scuola, le persone wolof raramente fanno domande di cui conoscono già le risposte. Quando è stato presentato il test come domande di apprendimento della lingua sul significato di termini quantitativi come "di più" e "lo stesso", le risposte riflettevano la comprensione della conservazione.

## Critiche ai metodi di ricerca
I test di conservazione (e quindi la teoria di Piaget in toto) sono stati criticati su diversi fronti per quanto riguarda la metodologia di ricerca. Molti studi hanno esaminato le variazioni delle capacità di conservazione e il modo in cui queste variazioni influiscono sulle risposte dei bambini. Ad esempio, gli studi dimostrano che i bambini devono essere valutati sia verbalmente che non verbalmente, poiché valutarli esclusivamente in modo verbale può produrre risultati che suggeriscono che alcuni bambini non siano in grado di conservare, mentre gli stessi bambini sono in grado di rispondere correttamente ai test di conservazione in modo non verbale.
Le ricerche hanno suggerito che porre la stessa domanda due volte porta i bambini piccoli a cambiare la loro risposta poiché presumono che gli venga chiesto di nuovo perché hanno sbagliato la prima volta. L'importanza del contesto è stata sottolineata anche dai ricercatori che hanno modificato il test in modo che un "orsacchiotto cattivo" eseguisse le manovre durante l'esperimento, piuttosto che lo sperimentatore stesso. Questo sembrava fornire ai bambini una chiara ragione per la seconda domanda, e i bambini di quattro anni sono stati in grado di dimostrare la conoscenza della conservazione della materia molto prima della soglia indicata da Piaget (tra i 7 e gli 11 anni) per le operazioni concrete.

## La capacità di conservazione nei primati non umani
Varie ricerche hanno tentato di verificare se i primati non umani sono in grado di conservare. Gli scimpanzé sono in grado di stabilire se due quantità di liquido sono uguali o diverse e sono in grado di conservare correttamente quando i liquidi vengono trasformati sulla base di inferenze. Sono inoltre in grado di conservare correttamente per quantità solide, ma non sono in grado di dimostrare la conservazione dei numeri. Gli oranghi sono in grado di conservare la stessa quantità di liquido e distinguerne quantità diverse, ma sono solo in grado di "pseudoconservare", in un modo simile ai bambini nella seconda fase dello sviluppo della conservazione, e alla fine non riescono a dimostrare la completa conservazione del liquido. (vedi la sezione Età ).